# Sala högre allmänna läroverk
Sala högre allmänna läroverk var ett läroverk i Sala verksamt från 1851 till 1968.

## Historia
I stadens stadsprivilegier från 1625 föreskrev att staden skulle inrätta en "rechning och schrifware Skoole". En sådan fanns redan i början av 1600-talet vid Salberget, men flyttades 1626 ned till staden som Sala stadsskola. I början sköttes undervisningen av en lärare, men 1643 anställdes ytterligare en. Undervisningen var helt elementär och förkunskapskrav saknades, huvudämnet för skolan var kristendom, huvudsakligen med katekesen som lärobok. Åtminstone från 1748 förekom dock även undervisning i latin och grekiska. Till en början hade man svårt att hitta lokaler. Under 1600- och 1700-talet höll man till i en byggnad på den senare rektorsgården. Ett nytt skolhus uppfördes 1802 med två skolsalar bostad åt skolans rektor. 1840 övertogs skolan av staten och omorganiserades till apologistskola. 1849 avskaffades apologistskolorna och skolan blev nu ett treklassigt elementarläroverk, 1879 ombildad till ett lägre allmänt läroverk. 1893 beslutade stadsfullmäktige att utöka läroverket med en fjärde klass och 1894 med en femte. Med skolreformen 1905 blev skolan sexårig realskola och från 1908 fick även flickor tillträde till undervisningen, och 1910 övergick läroverket i Sala till att bli statlig samskola (från 1928 benämnda samrealskolor) samtidigt som den slog samman med flickläroverket i Sala. Sedan de två lägre klasserna drogs in blev skolan fyraårig. 1939 delades skolan i en teoretisk och en praktisk linje.
En ny skolbyggnad uppfördes 1865 och genomgick senare omfattande ombyggnad.
Skolan var från 1951 med ett kommunalt gymnasium.
1957 hade gymnasiet helt förstatligats och skolan blev då Sala högre allmänna läroverk. Skolan kommunaliserades 1966 och namnändrades därefter till Ekebyskolan. Studentexamen gavs från 1954 till 1968 och realexamen från 1907 till 1963.